# 叉状骨器

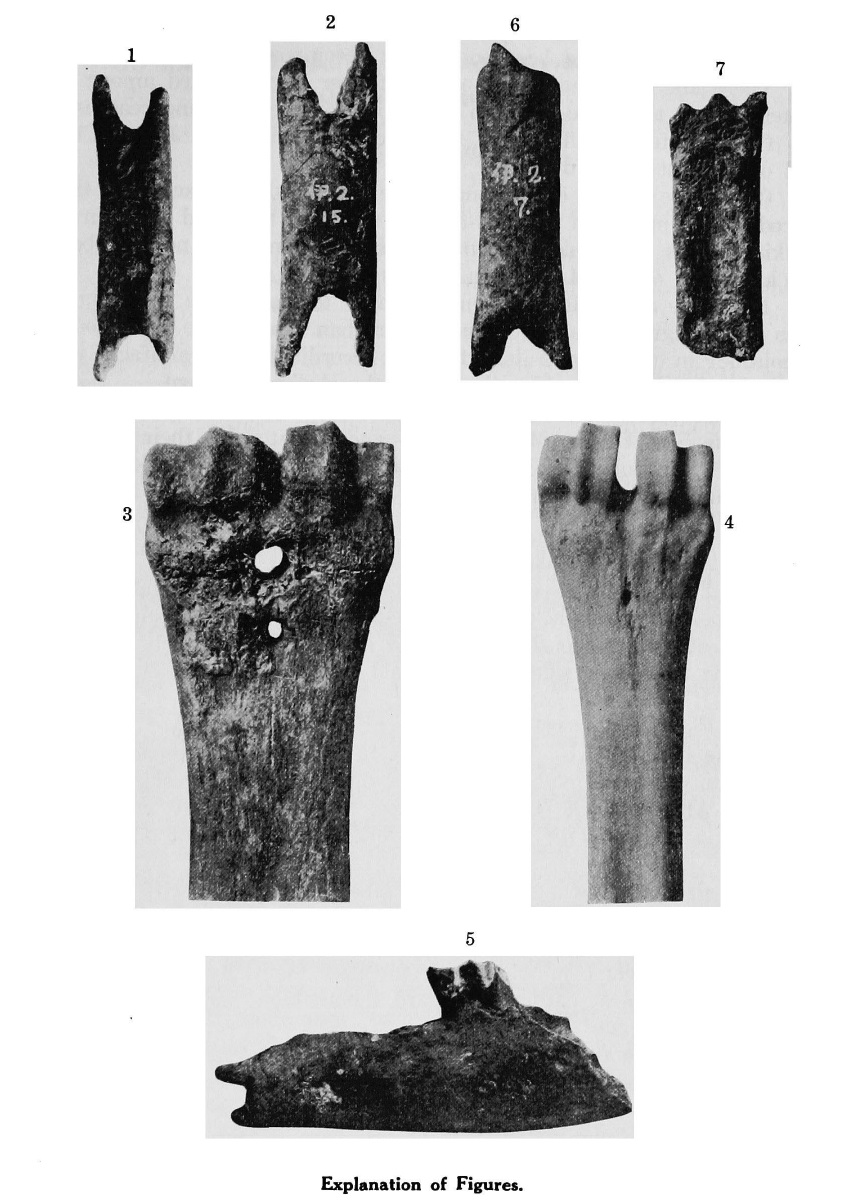
伊江島で発掘された叉状骨器の写真（1936年撮影）

叉状骨器（さじょうこっき）は、琉球諸島の旧石器時代遺跡において多く出土する、両端を叉状に尖らせたシカ化石骨角のことである。ノミ刃状鹿角器とともに沖縄の旧石器時代文化を特徴づける人工物だと考えられていたが、現在ではいずれも骨角器ではなく、シカが骨を齧って尖らせた「偽骨角器」であるとする説が有力である。

## 歴史

### 発見と受容
動物学者・岡田弥一郎は1935年3月12日から4月8日まで、沖縄県内の動物分布調査を実施した。岡田らは伊江島にて小学校教員・上里吉堯が島の北海岸で採集したシカ化石を見せてもらった。現場で発掘作業を行った岡田らは化石資料を東京に持ち帰り、古生物学者の徳永重康に提供した。徳永は翌年8月に伊江島を訪問し、上里の協力のもと多数のシカ化石を発掘した。徳永はそれらのなかに両端が叉状に加工されたもの、人為的加工により穴が開けられたものなどがあることを確認し、学界に報告した。当時日本に旧石器文化は存在しないと考えられており、徳永の見解はその常識を覆すものであったものの、英文誌での報告だったこと、石器の出土が伴わなかったことなどから、同報告は戦前までほとんど注目されなかった。三宅宗悦は徳永の収集した資料を実見したものの、咬傷痕ではなさそうだが旧石器時代の遺物とただちには断定しがたいと述べるに留まった。
徳永とともに化石整理を行った直良信夫は1954年、『琉球伊江島の半洞窟遺跡』と題する論文で同発掘での出土内容を再報告した。直良は同報告において、先端が叉状に加工された管骨を「叉状骨器」と命名した。直良によるこの再報告は、1949年の岩宿遺跡発見により、日本にも旧石器時代が存在したことが確実となった趨勢を受けてのことだった。その後、同様のシカ化石骨角製品が山下町第一洞穴遺跡などで発見されたこともあり、叉状骨器をはじめとする骨角器は沖縄の旧石器時代を特徴づける人工物として認識されるようになった。叉状骨器はその形状から、動物を解体したり、皮をなめしたりするために使われていたと想定された。直良信夫は ｢叉状骨器はおそらく利器の一種であろう｣ との見解を述べた。當真嗣一は漁労用のヤスであると考え、想像図を付けてその利用法を示した。

### 非人工品説の展開

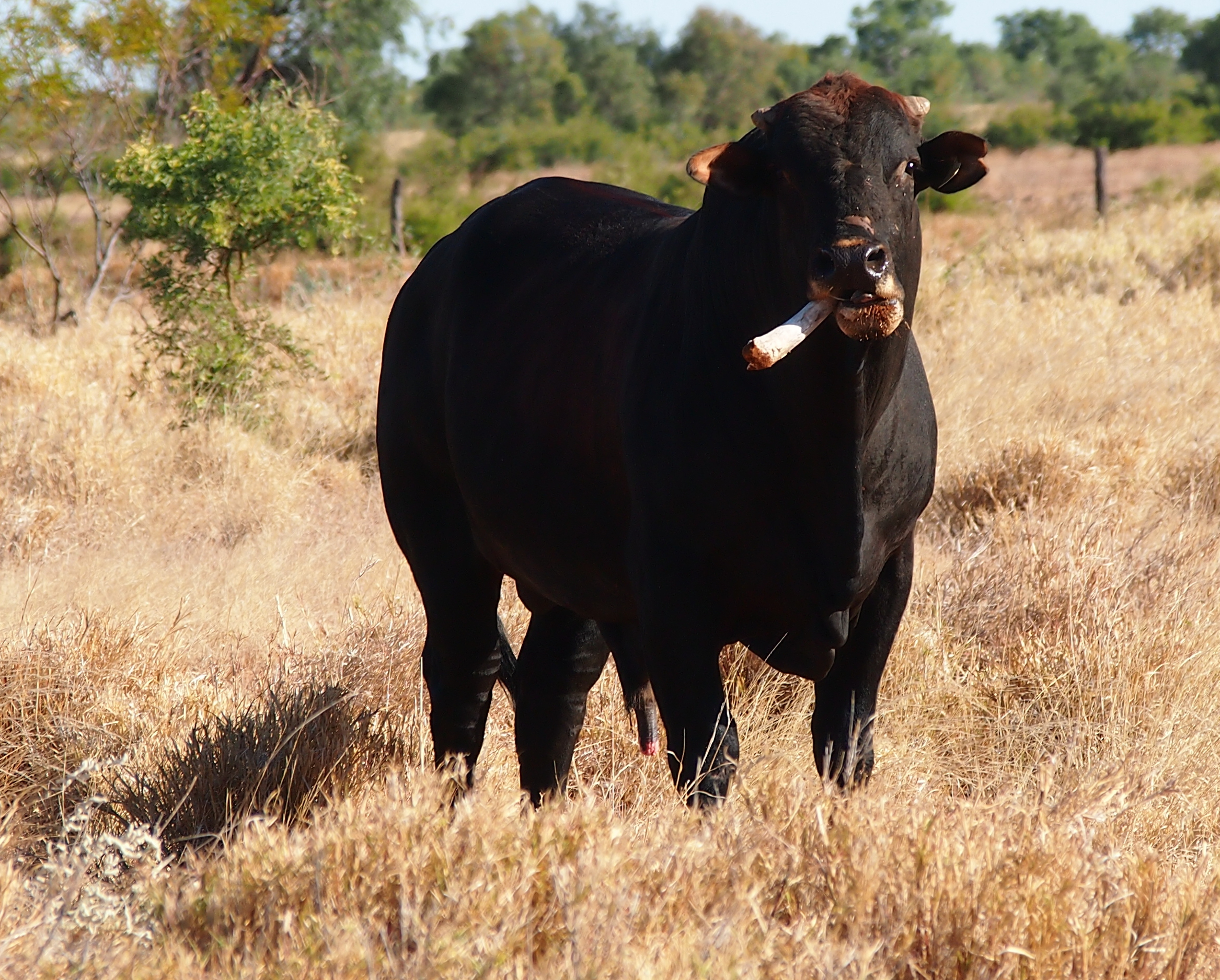
骨を齧食するウシ。欠乏するカルシウムやリンを補給するため、草食動物はしばしば同種の骨や角を食べることがある。

叉状骨器が非人工品であるとはじめに指摘したのは中国の考古学者・裴文中である。裴は1938年に『非人工破砕之骨化石』と題する論文を投稿し、周口店遺跡で発掘された骨化石の加工痕が人工的なものではないことを論じた。この論考には叉状骨器に類似する形状の遺物も登場するが、当時の日本に紹介されることはなかった。彼は1960年にも同旨の批判を展開し、徳永が伊江島で発掘したシカ化石骨についても人工物ではないと指摘した。しかしこの論考も、沖縄側の研究者には、後に加藤によって紹介されるまでほとんど知られることはなかった。
1977年・1978年に伊江島ゴヘズ洞穴での発掘調査を行った加藤晋平もまた叉状骨器が人工物であることに疑問を呈した。加藤は石灰岩地帯ではシカがしばしばリン欠乏症を発症すること、その場合、シカは同種の骨をかじり、不足した栄養分を補おうとする骨角食と呼ばれる症状を見せることを指摘した。加藤はゴヘズ洞穴にて出土した同様のシカ化石についても旧石器時代の人工遺物ではなく、シカの齧食痕が人工物様にみえる「疑骨器」であるとの見解を述べた。「叉状骨器の切り込み痕と叉状形態がシカの生態から説明できる」という加藤の説に対する積極的反論はなかったもの、安里嗣淳により出土する叉状骨器の長さがほぼ揃っていること、一部の骨片には 神経孔の拡大や穿孔、先端の研磨といった別の種類の加工痕が見られることについては別に検討が必要という議論が提起された。
生物学者の立澤史郎は上述した議論を受けて、馬毛島におけるマゲシカの骨角食行動を調査した。島内におけるマゲシカの密度増加が確認された1990年以降マゲシカの骨角食行動は急激に増加し、個体数がピークを迎えた1992年には齧食痕が存在しない骨角を見つけることすら難しくなり、いわゆる「叉状」形をした長骨も頻繁に発見されるようになった。立澤はマゲシカの骨角食行動の観察を通じ、叉状骨片の形成についてはシカ類の齧食のメカニズムとともに、齧られる骨の形状が関係すること、すなわち、扁平かつ片面の角出した形状の骨を齧食すると、扇平面の中央部が側面よりはやく摩耗し、叉状の形態が生まれることを指摘した。また、両端が叉状になっている骨片についてはその長さがおよそ7-10 cmの範囲に集中することから、歯列間に骨を挟み込む形で骨片が形成されている可能性が示された。
現在、叉状骨器の自然物説はほとんど追認されている。沖縄地域の旧石器文化を示すものとしては港川人、ピンザアブ洞人をはじめとする更新世の化石人骨、および、山下町第一洞穴遺跡で出土した石器類がある。

## 類例
同様の加工痕を持つ骨角が地中海地域でも出土しているが、おなじく偽骨角器であると指摘されている。